# Xanthorhoe albodivisa
Xanthorhoe albodivisa är en fjärilsart som beskrevs av Louis Beethoven Prout 1937. Xanthorhoe albodivisa ingår i släktet Xanthorhoe och familjen mätare. Inga underarter finns listade i Catalogue of Life.